# Vertretung des Landes Schleswig-Holstein beim Bund

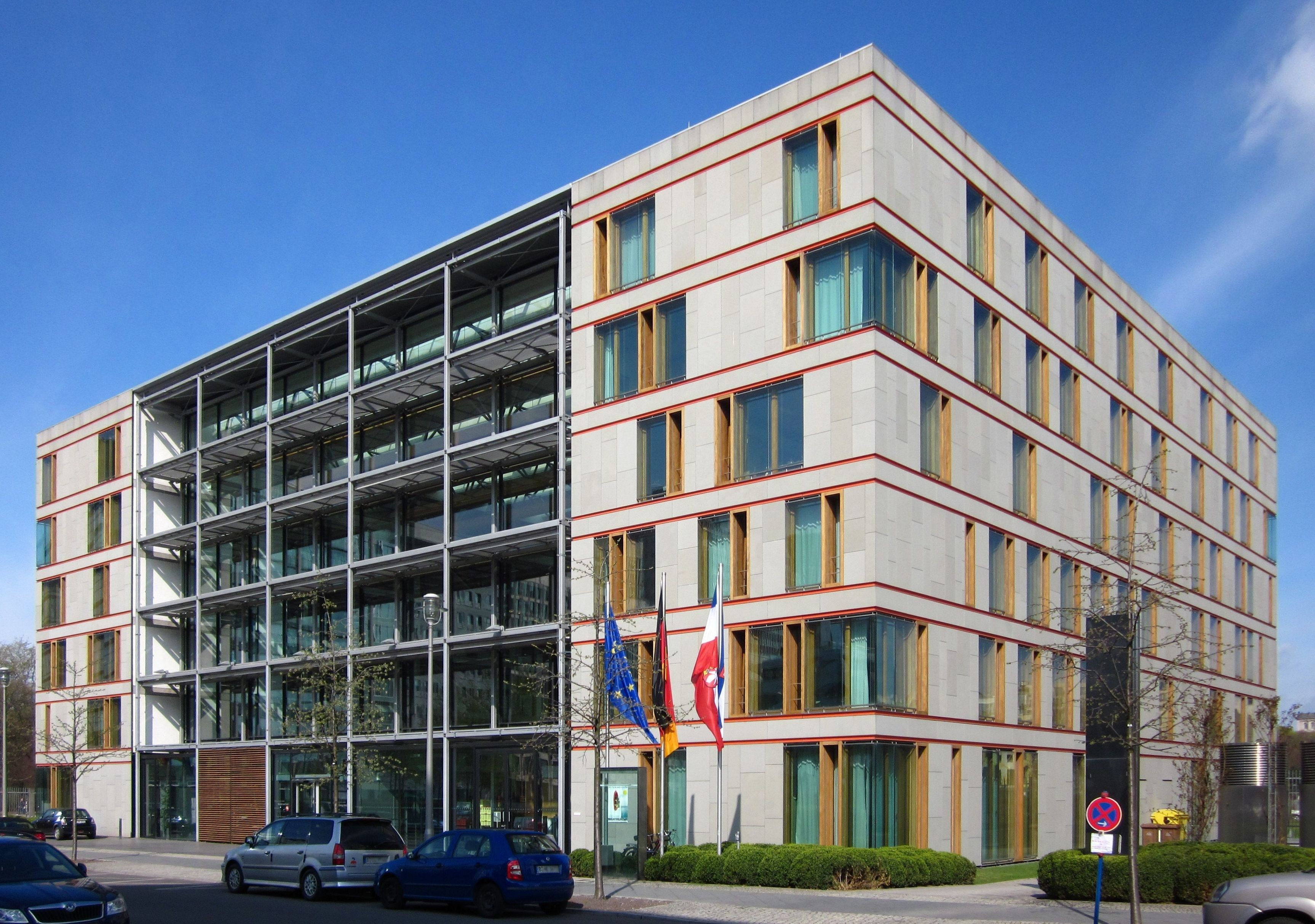
Die gemeinsame Landesvertretung, Schleswig-Holstein sitzt im rechten Teil des Baus

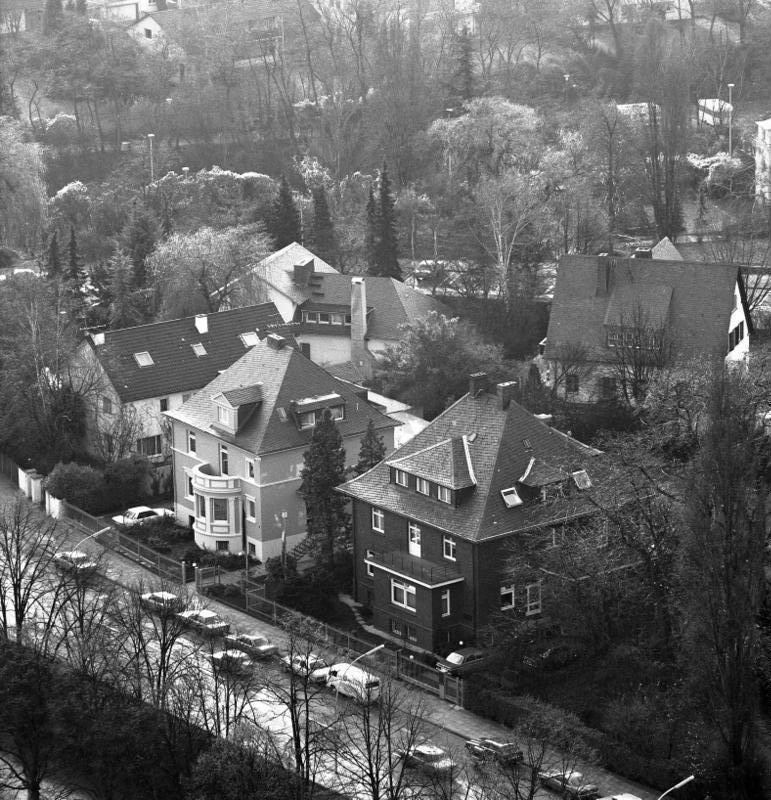
Die ehemalige Landesvertretung Schleswig-Holstein in der Kurt-Schumacher-Straße in Bonn 1979

Die Vertretung des Landes Schleswig-Holstein beim Bund ist ein organisatorischer Teil der schleswig-holsteinischen Staatskanzlei mit Sitz in Berlin. Über die Landesvertretung werden die Belange Schleswig-Holsteins bei der Bundesregierung vertreten und die Mitarbeit des Landes im Bundesrat koordiniert. Die Bevollmächtigte des Landes Schleswig-Holstein beim Bund ist seit dem 1. April 2020 die Staatssekretärin Sandra Gerken.

## Gebäude
Das Gebäude der Vertretung liegt in den Ministergärten an der Ecke zur Ebertstraße im Ortsteil Mitte. Die Landesvertretung teilt sich das Gebäude mit der Vertretung des Landes Niedersachsen beim Bund. Aufgrund des Regierungsumzugs von Bonn nach Berlin benötigten beide Länder eine neue Vertretung, für die sie 1997 ein Architekturwettbewerb ausschrieben, den die Architekten Cornelsen und Seelinger aus Darmstadt gewannen. Sie planten ein Gebäude, das aus zwei seitlichen Blöcken besteht, die durch eine Glas-Stahl-Holz-Konstruktion verbunden sind. Schleswig-Holstein nutzt den rechten Teil des Gebäudes. Die Architekten führten den Bau mit Baukosten in Höhe von rund 28 Millionen Euro aus. Die Eröffnung des gemeinsamen genutzten Gebäudes war am 28. Juni 2001.
Neben den politischen Aufgaben wird das Gebäude auch zur Repräsentation, als Veranstaltungsort und zur Ausstellung von Kunst verwendet. Die ausgestellte Kunst wird alle zwei bis drei Jahre ausgetauscht. Neben den ständigen Ausstellungen finden auch thematische Ausstellungen statt, die teils öffentlich zugänglich sind. 
In direkter Nachbarschaft liegen die Vertretungen des Saarlands, von Rheinland-Pfalz und, auf der anderen Straßenseite, die Vertretung von Hessen sowie das gemeinsam genutzte Gebäude von Brandenburg und Mecklenburg-Vorpommern. Auf der Rückseite des Baus liegt das Holocaust-Mahnmal.